# WTFPL
당신이 하고 싶은 대로 하세요 공용 라이선스 혹은 WTFPL(Do What The Fuck You Want To Public License)은 극단적인 복제 허용 자유 소프트웨어 라이선스이다. 이는 본질적으로 퍼블릭 도메인 선언과 큰 차이가 없다. 첫 번째 버전인 1.0 버전은 2000년 3월에 만들어졌으며되었으며, Banlu Kemiyatorn이 자신의 윈도 메이커 삽화에 대한 저작권으로 사용하기 위해 만들었다. 그러다 2007년 4월 17일부터 2008년 4월 16일까지 데비안 프로젝트 리더직을 맡은 Sam Hocevar가 2.0 버전을 작성하였다. 이 라이선스는 또한 모든 재배포와 더불어 수정이 가능하며, 이는 이 라이선스의 고무하는 문구인 "(당신들이) 하고 싶은 대로 하세요" 아래서 가능하다. 또한 이 라이선스는 자유 소프트웨어 재단으로부터 GNU 약소 일반 공중 사용 허가서 호환 인증을 받기도 하였다.

## 전문
이 라이선스의 전문은 다음과 같다:
```
           DO WHAT THE FUCK YOU WANT TO PUBLIC LICENSE
                   Version 2, December 2004
```

```
Copyright (C) 2004 Sam Hocevar <sam@hocevar.net>
```

```
Everyone is permitted to copy and distribute verbatim or modified
copies of this license document, and changing it is allowed as long
as the name is changed.
```

```
           DO WHAT THE FUCK YOU WANT TO PUBLIC LICENSE
  TERMS AND CONDITIONS FOR COPYING, DISTRIBUTION AND MODIFICATION
```

```
 0. You just DO WHAT THE FUCK YOU WANT TO.
```

## 사용
이름에도 불구하고, WTFPL은 드물게 사용되었다. 그러나, 몇몇 소프트웨어는 이 라이선스를 채용하고 있다. 이 라이선스는 삽화와 서면등에 사용될 수 있다. 자유 소프트웨어 인덱스인 Freecode에 이 라이선스를 따르는 목록에 소프트웨어나 삽화가 31개가 올라가 있다. 또한 이 목록에 2개를 올린 2.0 라이선스의 저자인 Sam Hocevar는 오픈스트리트맵 온라인 에디터인 Potlatch를 이 라이선스로 배포하였다. 또한 762 Studios의 libsst와 ZSTL도 WTFPL 2.0으로 공개되며, 최근에는 클라이언트에서 암호화 해주는 페이스트 빈인 0bin이 이 라이선스를 사용하였다.

## 같이 보기
- 언라이선스
- 비어웨어